# Tadeusz Grembowicz
Tadeusz Grembowicz (ur. 1922, zm. 17 marca 1997) – polski ekonomista i działacz żeglugowy.
Absolwent Wyższej Szkoły Handlu Morskiego w Sopocie (1945–1948). Zajmował odpowiedzialne funkcje w gospodarce morskiej, np. w spółce Chipolbrok - dyrektora zarządzającego (1960–1962), dyrektora generalnego (1962–1964) i prezesa (1967–1968); był dyrektorem Departamentu Polityki Morskiej i Współpracy z Zagranicą Ministerstwa Żeglugi (1967), dyrektorem naczelnym Polskich Linii Oceanicznych (1976–1983) i dyrektorem spółki PSAL NV w Antwerpii (1983-).